# Sanjeev Stalin
Sanjeev Stalin (sinh ngày 17 tháng 1 năm 2001) là một cầu thủ bóng đá người Ấn Độ thi đấu ở vị trí hậu vệ cho Indian Arrows ở I-League.

## Đời sống cá nhân
Stalin sinh ra có bố là Stalin, và mẹ là Parameshwari, ở Bangalore, Karnataka. Bố mẹ của anh có một cửa hàng nhỏ và mẹ anh là một người Ấn Độ gốc Myanmar di cư trở về Ấn Độ để giúp cô cháu gái. Lúc 10 tuổi Stalin được huấn luyện viên người Iran Jamshid Nassiri phát hiện và đề xuất anh nên gia nhập một học viện bóng đá.

## Sự nghiệp
Stalin từng nằm trong AIFF Elite Academy chuẩn bị cho Giải vô địch bóng đá U-17 thế giới 2017 diễn ra ở Ấn Độ. Sau giải đấu, Stalin được lựa chọn thi đấu cho Indian Arrows, một đội bóng của All India Football Federation bao gồm các cầu thủ U-20 Ấn Độ để họ có thời gian chơi bóng. Anh có màn ra mắt cho cho đội bóng ở trận đầu tiên của Arrow trong mùa giải trước Chennai City. Anh đá chính và giúp đội bóng giữ sạch lưới Indian Arrows giành chiến thắng 3–0.

## Quốc tế
Stalin đại diện U-17 Ấn Độ tham dự Giải vô địch bóng đá U-17 thế giới 2017 tổ chức ở Ấn Độ.

## Thống kê sự nghiệp
Tính đến 27 tháng 2 năm 2018
| Câu lạc bộ          | Mùa giải            | Giải vô địch        | Giải vô địch | Giải vô địch | Cúp     | Cúp       | Châu lục | Châu lục  | Tổng    | Tổng      |
| Câu lạc bộ          | Mùa giải            | Hạng đấu            | Số trận      | Bàn thắng    | Số trận | Bàn thắng | Số trận  | Bàn thắng | Số trận | Bàn thắng |
| ------------------- | ------------------- | ------------------- | ------------ | ------------ | ------- | --------- | -------- | --------- | ------- | --------- |
| Indian Arrows       | 2017–18             | I-League            | 17           | 0            | 0       | 0         | —        | —         | 17      | 0         |
| Tổng cộng sự nghiệp | Tổng cộng sự nghiệp | Tổng cộng sự nghiệp | 17           | 0            | 0       | 0         | 0        | 0         | 17      | 0         |